# Cửa khẩu Lóng Sập
Cửa khẩu Quốc tế Lóng Sập hay cửa khẩu Pa Háng là cửa khẩu quốc tế tại vùng đất bản Pa Lá xã Lóng Sập thị xã Mộc Châu tỉnh Sơn La, Việt Nam .
Cửa khẩu Quốc tế Lóng Sập thông thương với cửa khẩu Pahang 20°43′32″B 104°29′22″Đ / 20,725637°B 104,489473°Đ ở huyện Samtay tỉnh Houaphan (Hủa Phăn), Lào .
Cửa khẩu Quốc tế Lóng Sập là điểm cuối của quốc lộ 43.
Tên ghi trên bảng hiệu là Trạm kiểm soát liên hợp cửa khẩu Lóng Sập. Một số văn liệu viết là "cửa khẩu Loóng Sập".

## Hoạt động
Cửa khẩu quốc tế Lóng Sập ra đời đã lâu, và là điểm du lịch hấp dẫn với chợ biên giới Pa Háng .
Cửa khẩu quốc tế Lóng Sập được quy hoạch trong Quyết định 09/2007/QĐ-UBND ngày 19/03/2007 của tỉnh Sơn La về Đề án phát triển thương mại cửa khẩu và buôn bán qua biên giới giữa tỉnh Sơn La với các tỉnh Bắc Lào giai đoạn 2006 - 2015 .
Đến năm 2020, cặp cửa khẩu Lóng Sập - Pahang là cửa khẩu quốc gia.
Ngày 24/12/2020 Chính phủ Việt Nam ban hành Nghị quyết số 182/NQ-CP quyết nghị nâng cấp cửa khẩu chính Lóng Sập tỉnh Sơn La) thành cửa khẩu quốc tế.